# Gilet (Valencia)
Gilet ist eine Gemeinde (municipio) im Verwaltungsbezirk (Comarca) Camp de Morvedre in der Provinz Valencia der Valencianischen Gemeinschaft. 
Die Gemeinde besteht aus den drei Ortsteilen Gilet, Sant Esperit und La Penya.

## Einzelnachweise

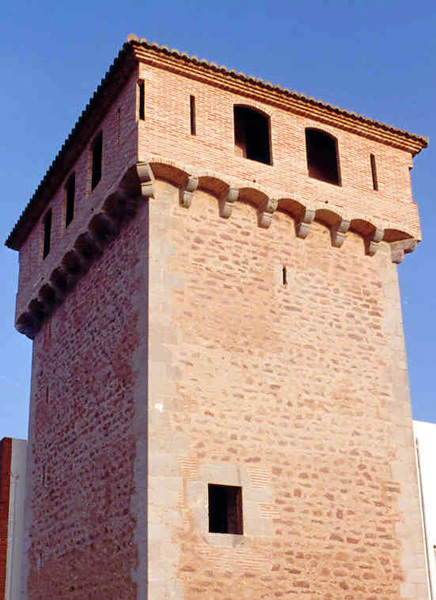
Torre Gilet (1580), heute Stadtbibliothek